# Giorgio Cavazzano
Giorgio Cavazzano, född 19 oktober 1947 i Venedig, är en italiensk serietecknare, mest känd för sina Disneyserier. Han påbörjade sin tecknarkarriär tidigt och fick redan som 12-åring sina första teckningar publicerade. Redan året därpå kom han i kontakt med den italienska producenten av Disneyserier, Mondadori (idag Disney Italia), i det att han började som assistent åt sin kusin, disneytecknaren Luciano Capitanio. 1960 blev han tuschare åt den högt aktade Romano Scarpa, och 1967 tecknade han sin första egna disneyhistoria Paperino e il singhiozzo a martello (På svenska publicerat i kraftigt förkortat skick under titeln Ett litet vänligt råd i Kalle Anka & C:o 13/1978). Idag är han en av Disney Italias huvudtecknare, med cirka 350 serier, främst med Kalle Anka, Joakim von Anka och Musse Pigg i huvudrollerna, bakom sig.
Cavazzano har även tecknat en handfull Disneyserier för den danska serieproducenten Egmont - samtliga med manus av Byron Erickson. Den absoluta merparten av dessa serier utgör det 12-delade serieeposet Drakryttarna (Dragonlords) och finns på svenska samlade i bok 9 av bokserien Hall of Fame: De stora serieskaparna, där Cavazzano även porträtteras. Utöver Drakryttar-sviten ligger Cavazzano och Erickson även bakom Jenkas hemlighet (Secret Of The Incas), en 62-sidors historia med Joakim von Anka och hans beundrarinna Gittan i huvudrollerna, skriven för Joakims 50-årsjubileum 1997 och publicerad på svenska i Kalle Ankas Pocket 209.
Under 1980-talet arbetade Cavazzano även för den franska Disneyserieproducenten Hachette, där han bl.a. tecknade serieversionen av långfilmen Mästerdetektiven Basil Mus (på svenska publicerad i albumet med samma namn).
Sedan 1973 är Cavazzano också en flitig tecknare av andra serier och har arbetat med flera av de stora italienska serieförfattarna. Bland hans serier utanför Disneyproduktionen kan nämnas Jungle Bungle, tillsammans med Sergio Aragonés, Capitan Rogers tillsammans med Giorgio Pezzin och Timmy Titan (Timothée Titan) tillsammans med François Corteggiani. 2004 gjorde han även en kortare sejour som Marvel-tecknare, då han tecknade ett avsnitt av Spider-Man.